# SMS Posen
Pour les articles homonymes, voir Posen.
Le SMS Posen est un cuirassé dreadnought de classe Nassau construit pour la marine impériale allemande.

## Histoire du service
Il participe à la bataille du golfe de Riga contre la marine impériale russe et la Royal Navy en août 1915.
En mai-juin 1916, il participe à la bataille du Jutland lors de laquelle il engage les croiseurs lourds britanniques.
Il est expédié en 1918 près des côtes finlandaises afin de fournir un soutien naval aux unités allemandes présentes dans la région qui étaient impliquées dans la guerre civile finlandaise.
En 1919, après le sabordage de la flotte allemande à Scapa Flow, il est cédé aux Britanniques avant d'être démoli en 1922 aux Pays-Bas.